# Docks Bruxsel
Docks Bruxsel est un centre commercial et de loisirs à Bruxelles situé à côté du canal et à l'est du pont Van Praet. Ce centre est construit sur un ancien site industriel Godin (probablement contaminé) dont il ne reste que le Familistère Godin. Le nom du projet était « Just Under The Sky » (JUTS), il a été renommé en le 17 octobre 2013 en « Docks Bruxsel ».
Le chantier est confié en 2013 aux sociétés BESIX et BPC. Le 20 octobre 2016, le centre commercial est officiellement ouvert au public, avec plus de 110 magasins : alimentaires, non-alimentaires, restaurants, cinéma VIP, parc d'aventure intérieur et une salle de réunion.

## Adversaires
Le Syndicat neutre pour indépendants (SNI) craint une détérioration de l'offre commerciale dans les environs à cause d'un méga centre commercial. L'objection s'appuie sur le fait qu'il y a trois centres commerciaux en projet dans un rayon de 10 km, dont Neo et UPlace. Selon les recherches du SNI effectuées auprès de 863 détaillants du Brabant et de Bruxelles, 77 % de ceux-ci s'opposent à l'arrivée du Docks (projet nommé Just Under The Sky à l'époque), du centre commercial inclus dans le projet Neo et Uplace.

## Licences
Le 7 janvier 2013, le promoteur Equilis obtient les permis nécessaires pour le début des travaux. Au printemps 2013, ceux-ci commencent par la démolition de l'ancienne usine Godin et la construction du nouveau complexe.

## Commerces
- Media Markt[7]
- Match (fermé en 2019)[8]
- White Cinema[9],[10]
- Kiabi[11]
- Samsung[12]
- McDonald's[13]
- Koezio[14]
- Superdry[7]
- H&M[7]

## Les transports publics
L'une des conditions à l'obtention du permis d'environnement est d'être connecté avec le réseau des transports publics, afin qu'une grande partie des visiteurs de JUTS puisse l'utiliser. Cela comprend des lignes de tram à construire reliant l'UZ Jette, via le canal, jusqu'à Schaerbeek-Formation, ou une autre reliant l'aéroport de Bruxelles. Il y a également un nombre strict de places de stationnement.
La gare de Schaerbeek est à 1,1 km de marche du shopping mais un tunnel est en train d'être percé pour réduire la distance de marche à 400m et devrait être ouvert durant l'été 2022.
Il y a 200 places pour les vélos et une grande station Villo. Du 1er mai au 31 octobre, l'arrêt du waterbus au pont Van-Praet est à quelques minutes de marche de Docks Bruxsel.
Le site est desservi par les lignes 7,10 et 35 du tramway de Bruxelles par les lignes 56 et 58 des autobus de Bruxelles.

## Galerie d'images

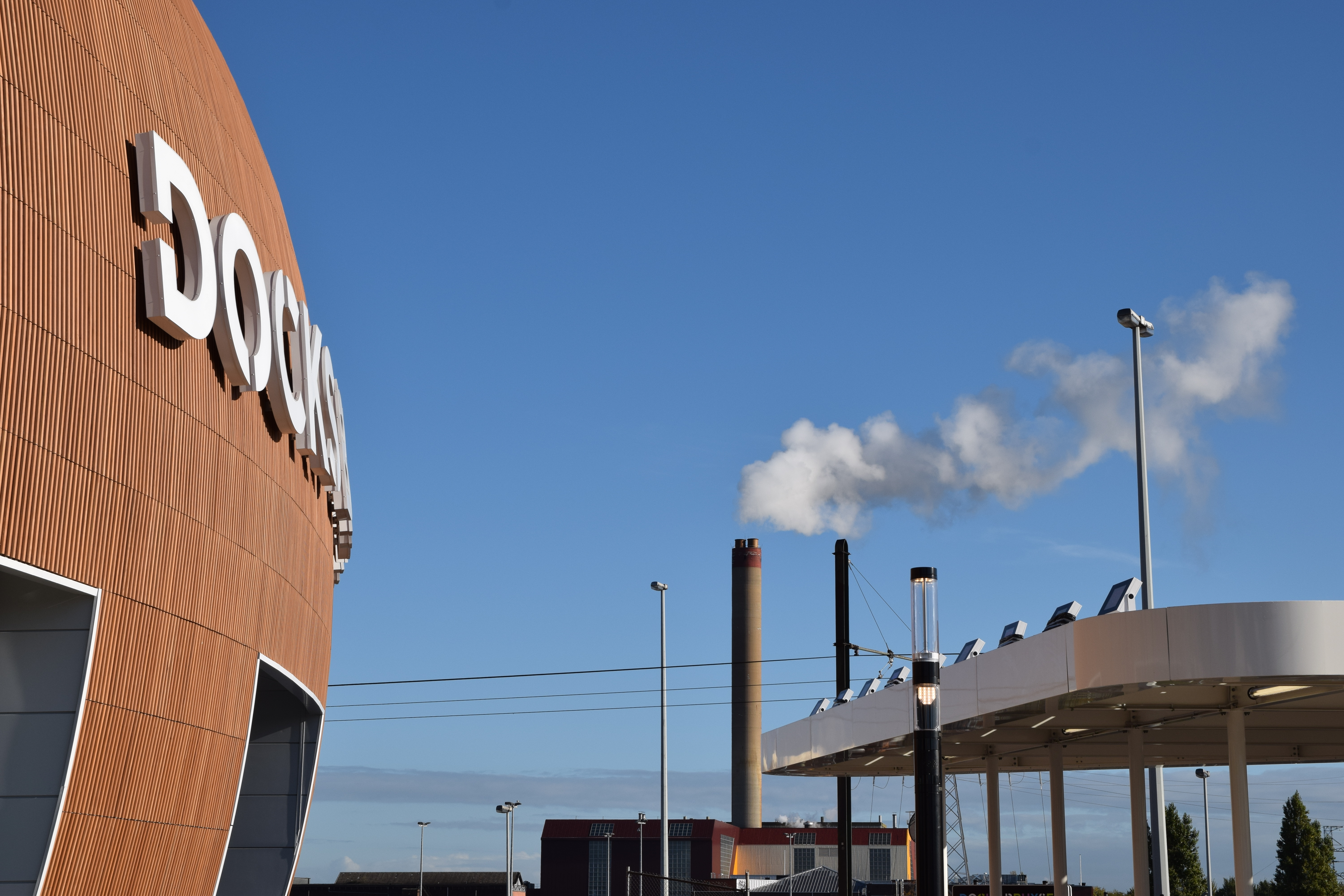
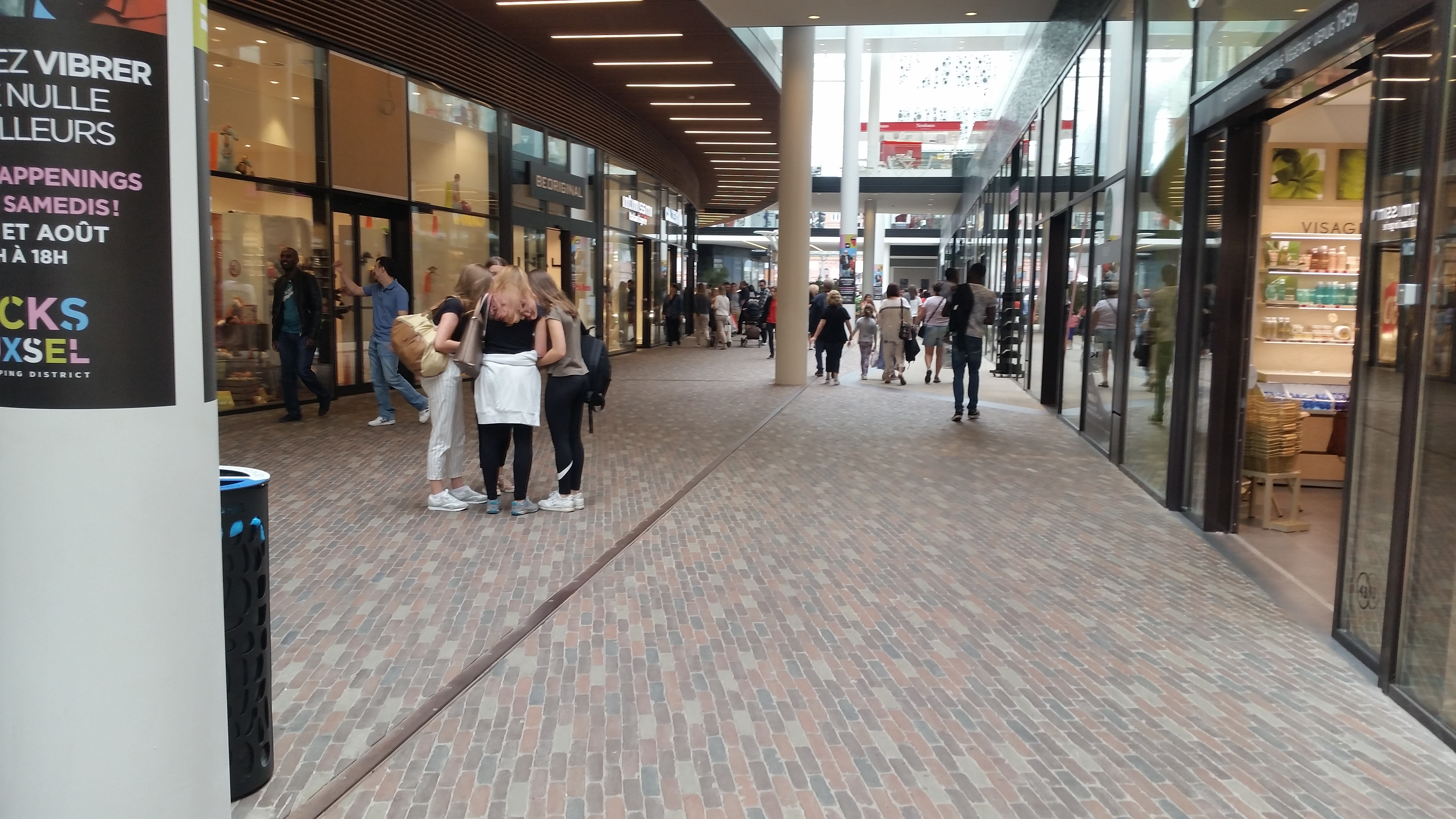
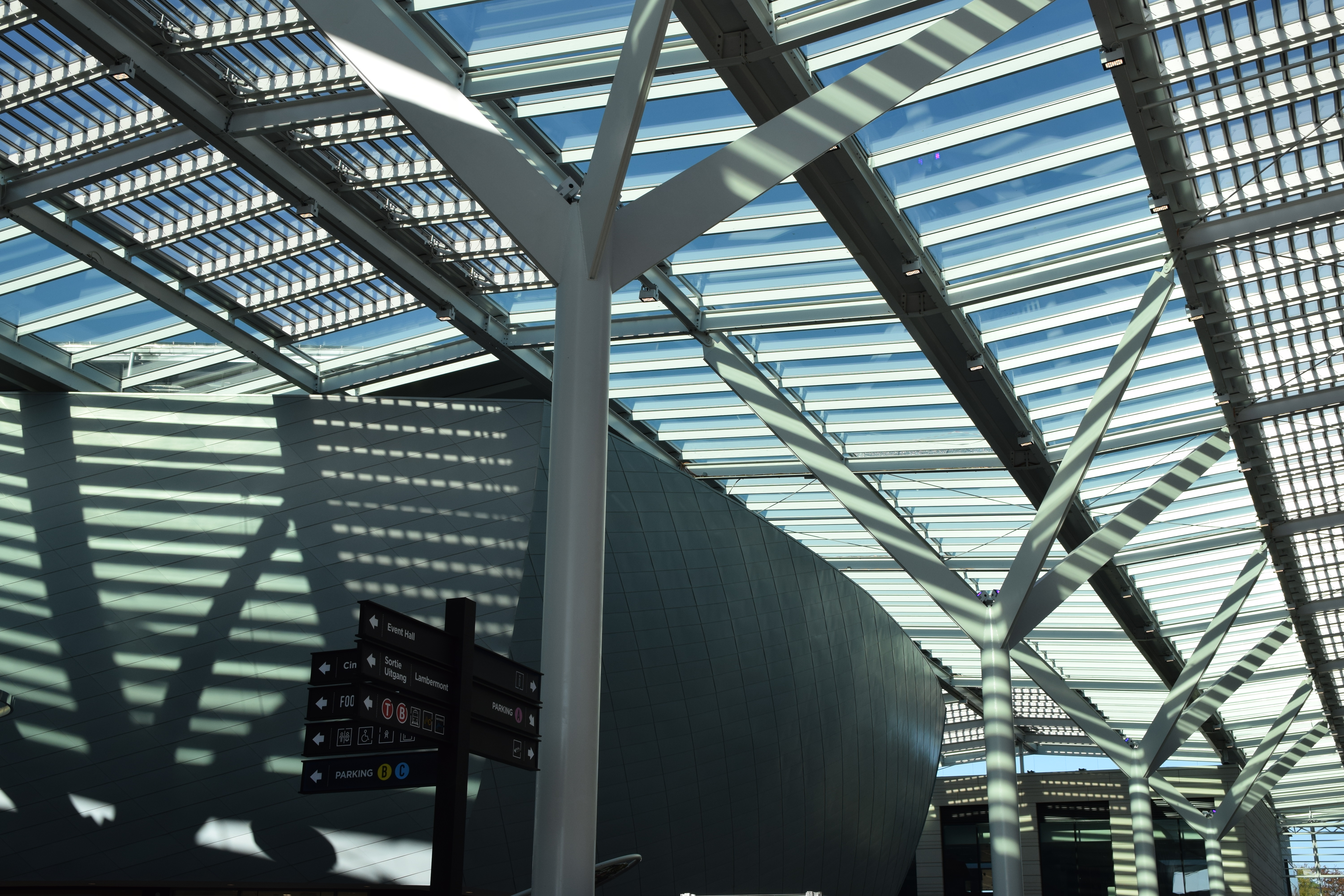
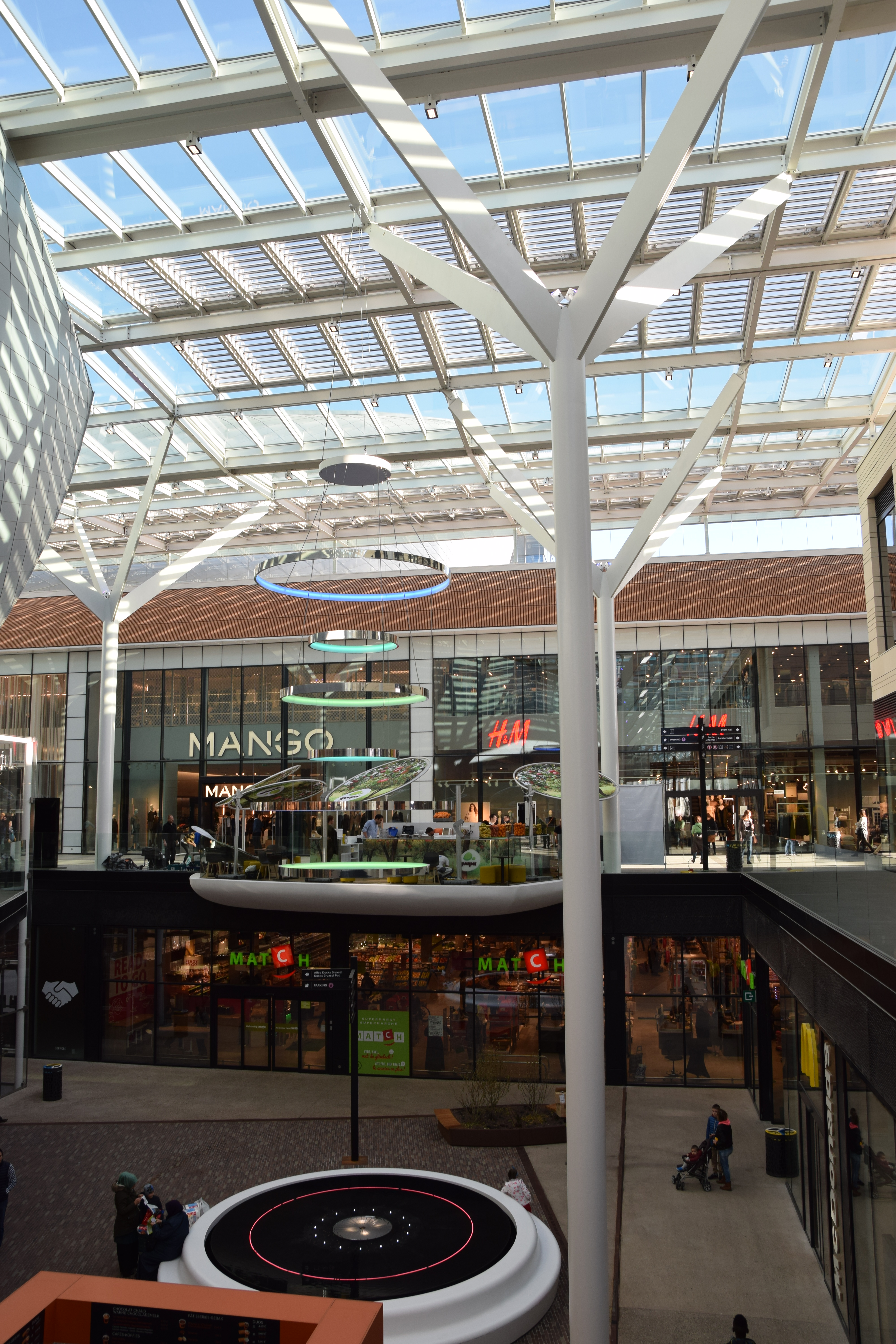
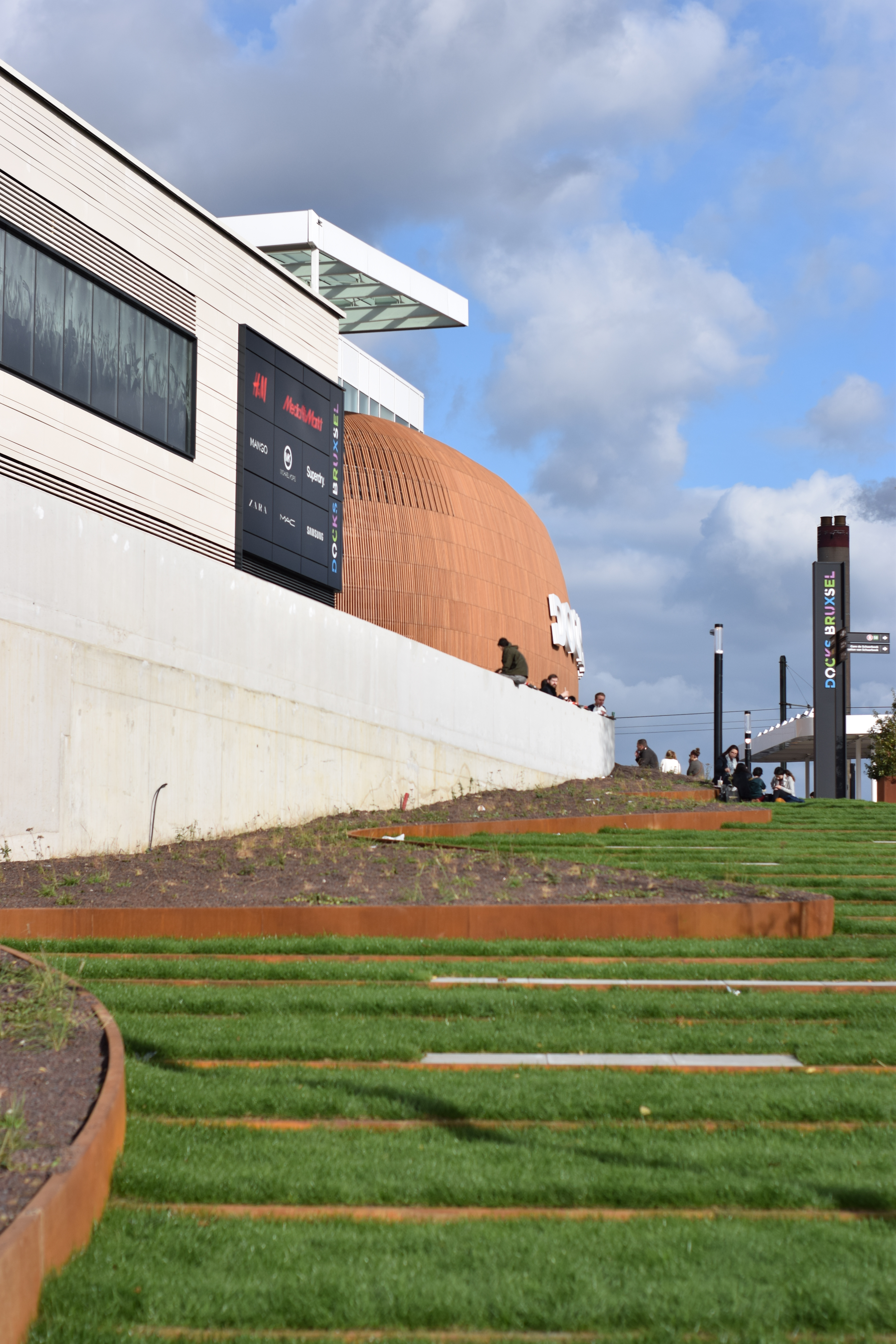
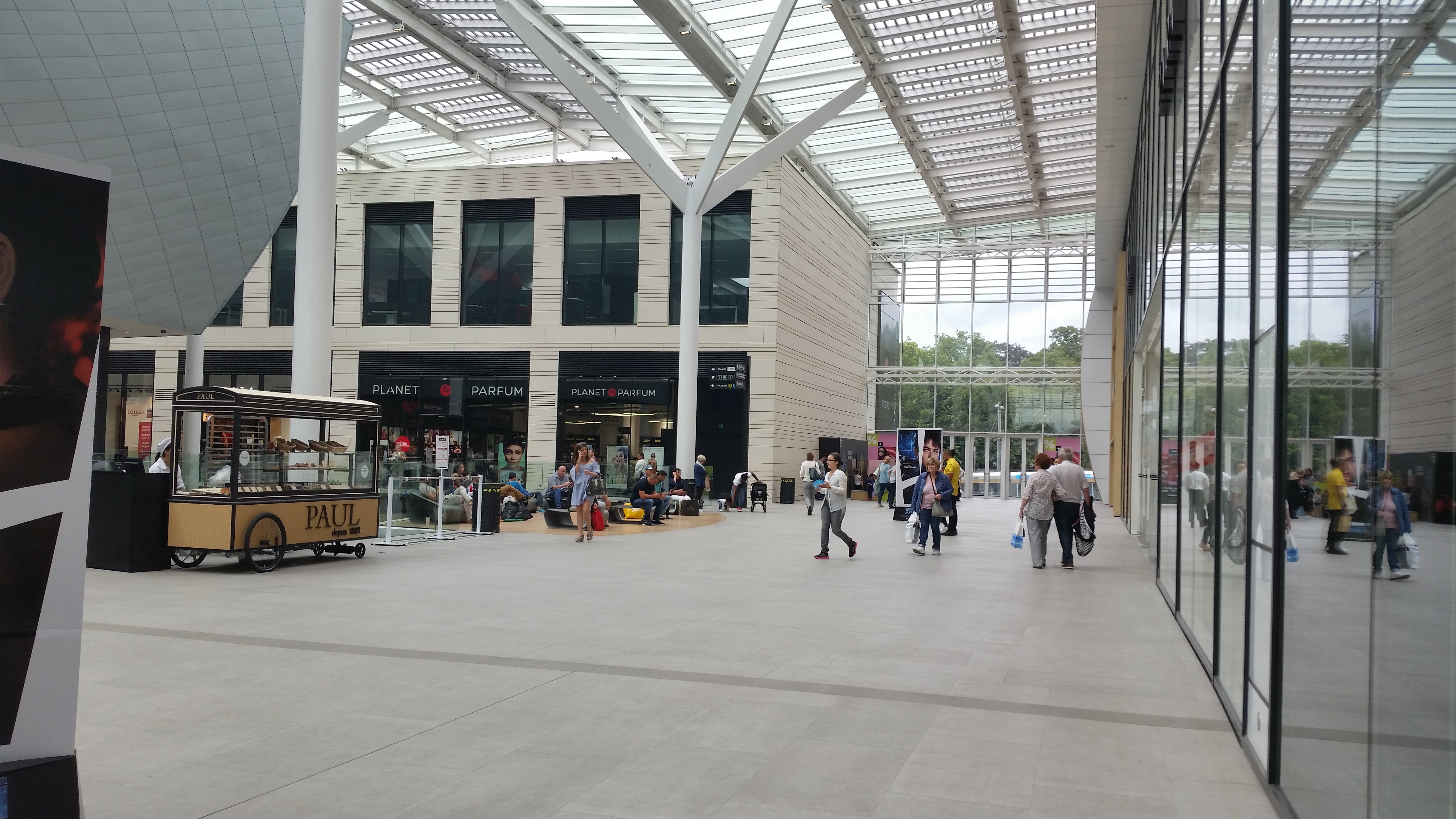

## Les projets compétitifs

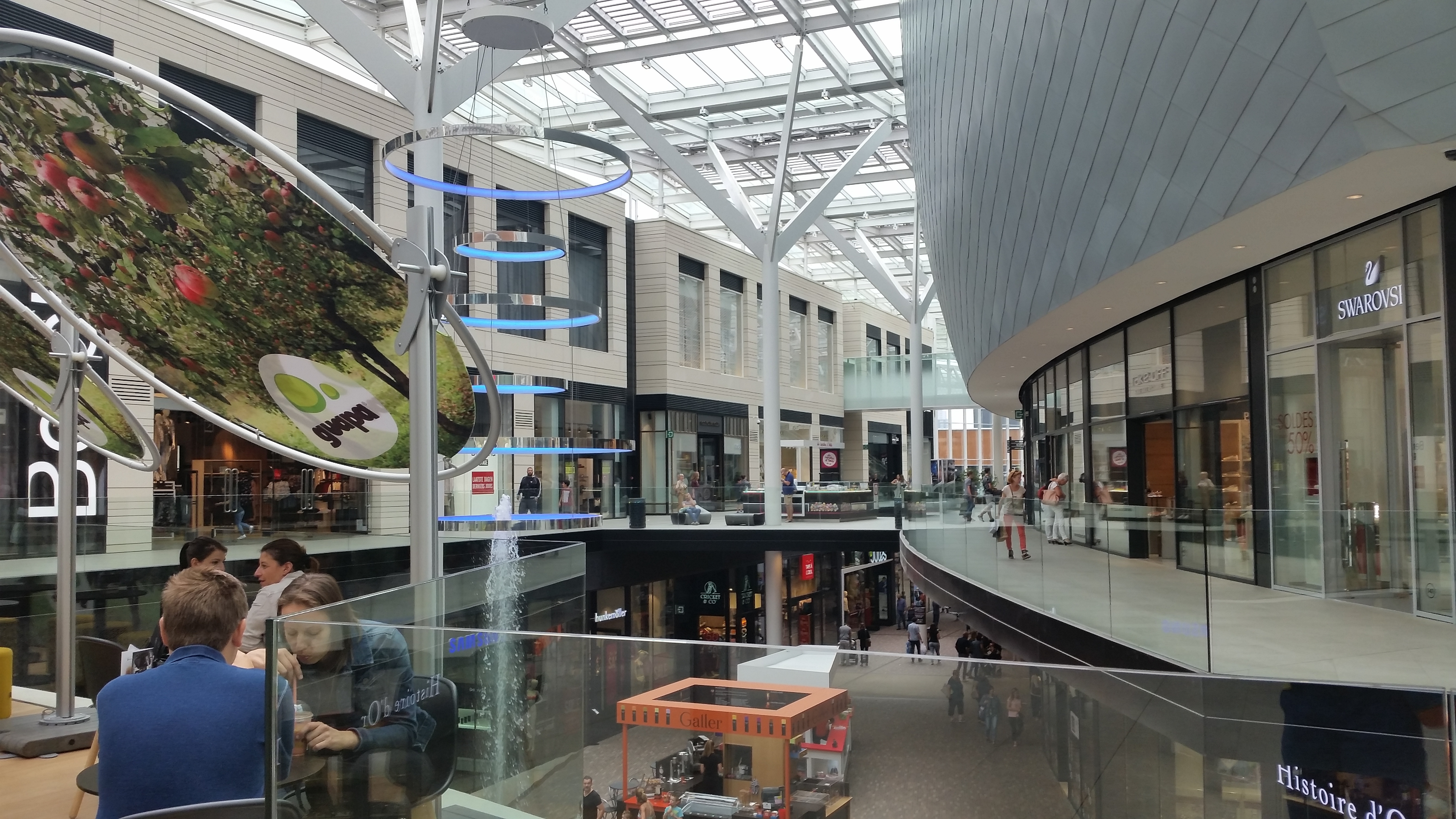
1^{er} étage de l'intérieur du docks

Dans le même temps, d'autres projets dans le nord de Bruxelles, sur les territoires de Région de Bruxelles et la région flamande, sont prévus. Par exemple, le centre commercial Uplace sur le Boulevard de la Woluwe (en néerlandais : Woluwelaan) à Machelen, comme le centre d'affaires du projet NEO au Heysel.